# Rosa-Luxemburg-Gymnasium
Das Rosa-Luxemburg-Gymnasium (kurz RLG, nach der Lage auch Kissingengymnasium) ist ein Gymnasium in Berlin-Pankow. Es wurde 1907 als Realgymnasium eröffnet und hieß von 1995 bis September 2011 Rosa-Luxemburg-Oberschule, kurz RLO.

## Geschichte

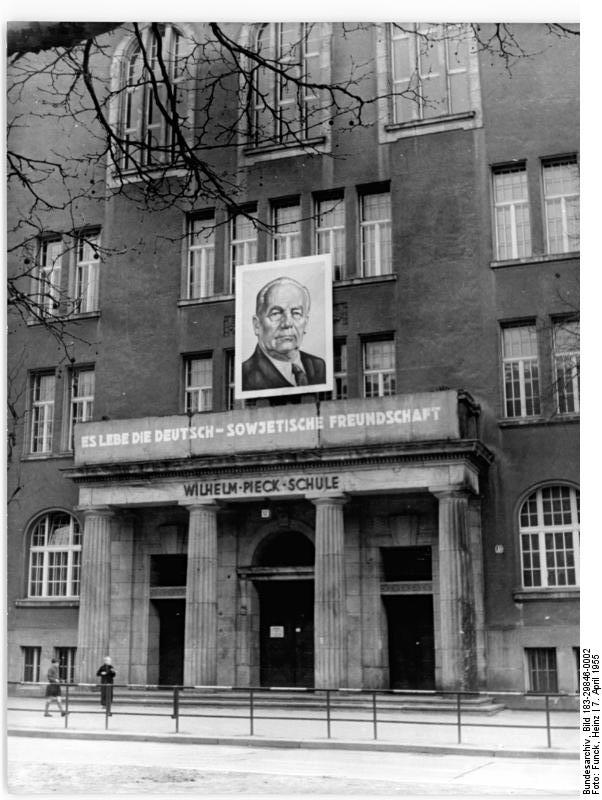
Wilhelm-Pieck-Schule (1955)

Die Schule wurde 1907 als Realgymnasium gebaut und nahm in den ersten Jahrzehnten nur männliche Schüler auf. Damit stellte sie das Gegenstück zum heutigen Carl-von-Ossietzky-Gymnasium dar, welches ein Lyzeum war. Dass das Realgymnasium für Jungen bestimmt war, drückt auch die Architektur des Gebäudes aus. Das Treppenhaus ist eckig und ohne Verzierungen gestaltet. Später erhielt sie den Namen Eosander-von-Göte-Gymnasium (genannt Eosander-Schule). Im Zweiten Weltkrieg wurde das Gebäude als Lazarett genutzt, was noch 2016 an großen weißen Kreisen an der Fassade des Hauptgebäudes zu erkennen war.
Nach dem Krieg eröffnete die Lehreinrichtung als Wilhelm-Pieck-Schule, benannt nach dem Präsidenten der DDR, Wilhelm Pieck. Später hieß sie dann Wilhelm-Pieck-Oberschule. Der Schwerpunkt wurde auf den Russischunterricht gelegt, der bereits ab der dritten Klasse stattfand. Noch einige Jahre nach der Deutschen Wiedervereinigung trug das Gymnasium keinen Namen, bis die Schule sich in einer Projektwoche per Abstimmung auf einen Namen einigte und sich mit der neuen Namensgeberin intensiv beschäftigte: Rosa Luxemburg. Seitdem findet jährlich die Rosa-Fahrt statt, auf der sich Schüler der 9. und 10. Klassen auf die Spuren Rosa Luxemburgs begeben.
Logo und Leitspruch der Schule (siehe Infobox oben) existieren bereits seit ihrer Gründung im Jahre 1907. Dieses Logo tragen unter anderem auch die Medaillen, die die Abiturienten zu ihrer Zeugnisausgabe bekommen.

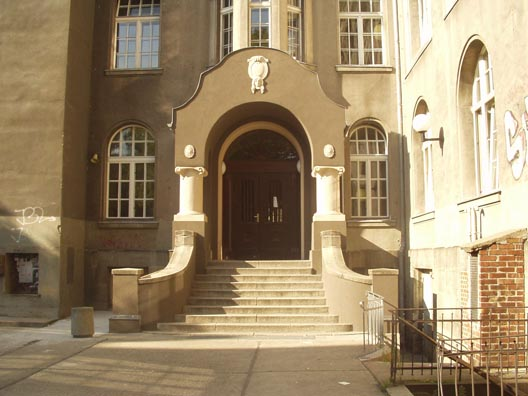
Südseite des Hauptgebäudes

Von 1996 bis 2011 nahm die Schule als eine von 13 Bildungseinrichtungen am Berliner Schulversuch Individualisierung des gymnasialen Bildungsganges („Schnellläuferklassen“, „Expressabitur“) teil, der mit der allgemeinen Schulzeitverkürzung im Land Berlin zum Schulversuch Superschnellläuferklassen ausgebaut worden war. Um das immense Arbeitspensum zu mindern und der Verabschiedung ganzer Absolventengenerationen im Alter von 16 oder 17 Jahren zu begegnen, beschloss die Schulkonferenz im Jahr 2010 einen Kurswechsel. Die talentierten Schüler besuchten das RLG weiterhin ab der 5. Klasse, aber die 8. Klasse konnte nicht mehr übersprungen werden. Die gewonnene Unterrichtszeit diente zur speziellen und breit angelegten Begabungsförderung (in Form von Enrichment-Kursen). Darüber hinaus besitzt sie ein in Berlin einmaliges Stundensystem. Die Stundenlänge variiert zwischen 30 und 90 Minuten, wobei die Grundlänge 60 Minuten beträgt. Das berücksichtigt damit auch Wettereinflüsse.

## Gebäudekomplex

### Überblick
Der Komplex des Rosa-Luxemburg-Gymnasiums besteht aus mehreren Gebäuden: dem Hauptgebäude, der Rektorenvilla, Nebengebäuden (auch D-Gebäude), einem Neubau vom Anfang des 21. Jahrhunderts und der großen Turnhalle sowie der Mensa (die ehemalige Turnhalle). Das Bauensemble entstand nach Plänen und unter Leitung von Wilhelm Johow. Hauptgebäude, Villa und Mensa stehen unter Denkmalschutz.
Anstelle der Fahrradständer befand sich ursprünglich auf dem Hof hinter dem Hauptgebäude ein großes Toilettenhaus, dessen Grundmauern erhalten waren und die Fahrradständer vom restlichen Schulhof abgrenzten. Im Jahr 2018 wurden sie beseitigt.

### Hauptgebäude

#### Nutzungen und Renovierungen

Vordereingang zum Hauptgebäude des Rosa-Luxemburg-Gymnasiums

Der Hauptbau mit Front zur Kissingenstraße 12 entstand als erstes Gebäude der Schule. Der angrenzende Südflügel kam später hinzu. Auch der Anbau mit den Toiletten wurde erst viel später errichtet, erkennbar jeweils an dem unterschiedlichen Architekturstil.
Der Südflügel, in dem sich alle Klassenräume befinden, wurde bis 2015 komplett saniert. Jeder Raum verfügt seitdem über Schallschutz- und Akustikdecken sowie Activ- und Whiteboardtafeln. Außerdem sichern Brandschutztüren mit Rauchmeldern alle längeren Gänge. Die Toiletten wurden 2001 saniert.
Im Hauptgebäude befinden sich das Sekretariat, das Büro des Schulleiters, der stellvertretenden Schulleiterin und der Pädagogischen Koordinatoren , das Lehrerzimmer, die Computerräume, den während der 1990er Jahre neu gestalteten Naturwissenschaftstrakt, die Musikräume und die Aula.
Die an die Aula angrenzenden Räume können inzwischen wieder zweckmäßig genutzt werden. Dazu gehören der Lagerraum neben dem Eingang zur Aula (ehemals Musikraum), das ehemalige Tonstudio, welches als Raum für das Darstellende Spiel dient, und der große Musikraum hinter der Aula.

#### Aula

Aula

Die große Aula der Schule war stets Veranstaltungsraum für verschiedenste schulische Veranstaltungen, darunter Weihnachts- und Frühlingskonzerte, Aufführungen des Fachs Darstellendes Spiel und die Ehrenpreisvergaben. Vor 1945 diente sie als Betsaal und war mit einer Orgel ausgestattet. Kurz nach dem Ende des Zweiten Weltkriegs demontierten Soldaten der Roten Armee die gesamte Holzvertäfelung und die Orgel – alles wurde mit unbekanntem Ziel abtransportiert.
Im Frühjahr 2003 entdeckten Baufachleute, dass aus dem Zwischenraum zwischen Auladecke und Schuldach an den Kronleuchteraufhängungen diverse gesundheitsschädliche Holzschutzmittel austraten. Die Aula wurde daraufhin von diesen Stoffen befreit und komplett renoviert. Der Schulverein startete mehrere Aktionen, um die Schule bei der Kostenbewältigung zu unterstützen. Nach insgesamt fünf Jahren wurde die Aula am 9. Juli 2007 mit einem Konzert wiedereröffnet.
Die Aula verfügt seit der Renovierung über Licht- und Tontechnik, elektrisch betriebene Fensterblenden, Beamer und Leinwand sowie einen Konzertflügel. Der Raum wird von den Gruppen des Fachs Darstellendes Spiel, Schulchor, Schulorchester sowie den Jazz- und BigBands der Schule genutzt.
Die technische Betreuung von Veranstaltungen findet durch die AG Aula-Technik statt. Außerdem werden in der Aula Klausuren sowie die Abiturprüfungen geschrieben.
Die ersten Konzerte in der neuen Aula fanden anlässlich des 100-jährigen Schuljubiläum statt. Es gab ein Solistenkonzert, eine Jazznacht, Aufführungen der zwei Darstellendes-Spiel-Kurse, Ideenwettbewerbe sowie den Festakt am 7. November 2007. Auch der Schulball zum Jubiläum und das Ehemaligentreffen 2007 wurden zum großen Teil in der Aula veranstaltet. Seit Ende 2007 finden alle Chor- und Orchesterkonzerte sowie weitere Darstellendes-Spiel-Aufführungen in der Aula statt. Im Januar 2008 feierte das Musical Lili Marie des RLG in der Aula Premiere.
Die Abiturzeugnisausgaben erfolgen jedoch nicht in der Aula, da diese nicht über genügend Sitzplätze verfügt. Hierfür wird zumeist die französische Friedrichstadtkirche am Französischen Dom genutzt, 2008 ausnahmsweise die Volksbühne am Rosa-Luxemburg-Platz. Außerdem fand die Vergabe der Zeugnisse in den Jahren 2011 und 2012 im Postbahnhof am Ostbahnhof statt, um für den Doppeljahrgang 2012 zu proben.
Für die diversen Schulveranstaltungen während der Renovierungsphase wurden in dieser Zeit andere Orte genutzt:
- das ehemalige Jüdische Waisenhaus Berlin (für die Frühlingskonzerte 2002–2006, Ehrenpreisvergaben)
- die französische Friedrichstadtkirche (Weihnachtskonzerte 2003–2005, Abiturzeugnisausgaben)
- die Hoffnungskirche in der Elsa-Brändström-Straße in Pankow (Weihnachtskonzert 2006 sowie Frühlingskonzert 2007)
- die Kirche Zu den Vier Evangelisten in der Breiten Straße in Pankow (Weihnachtskonzert 2002).

### Mensa und Turnhallen
Lange Zeit befand sich die Essenausgabe für die Schüler im Nebengebäude. Aufgrund der geringen Sitzplatzkapazität musste dies oftmals im Schichtbetrieb und unter großem Zeitdruck geschehen. Zugleich befand sich die 1907 erbaute kleine Turnhalle der Schule in einem desolaten Zustand. Aufgrund der finanziellen Nöte des Bezirks Pankow verfielen Sportgeräte, sanitäre Einrichtungen und der Dachstuhl des Gebäudes. Der Sportbetrieb war nur noch eingeschränkt möglich. In intensiver und jahrelanger Arbeit der schulischen Gremien wurde ein Umbau des Gebäudes zu einer neuen Mensa forciert. Die anfängliche Planung sah noch eine Finanzierung durch den Schulessenanbieter Bärenmenü bei gleichzeitiger Vertragsbindung vor. Mittel des Konjunkturpaket II der Bundesregierung ermöglichten jedoch den Umbau durch den Bezirk, wobei die professionelle Vorarbeit der Schule Basis war. Der Umbau begann im Herbst 2009 und war 2010 vollendet. Anschließend belieferte und bewirtschaftete Sodexo als Nachfolger von Bärenmenü die neue Mensa. Seit Februar 2016 hat diese Aufgabe die Drei Köche GmbH übernommen.
Für den Sportunterricht nutzen die Schüler eine noch erhaltene aber marode Halle, er findet aber auch in der Sporthalle der benachbarten Grundschule statt.

### Rektorenwohnhaus (Villa)
Anfang des 20. Jahrhunderts war es üblich, für Schulleiter, Heizer und andere Helfer ein auf dem Grundstück gebautes gesondertes Wohnhaus zu errichten. Nach dem Zweiten Weltkrieg diente das Gebäude nachmittags als Hort für die Schüler der Wilhelm-Pieck-Schule. Seit dem 21. Jahrhundert werden die Räume für gesellschaftswissenschaftliche Kurse der Oberstufe genutzt, da sie wegen ihrer geringen Größe nur Kurse mit kleiner Schülerzahl aufnehmen können.

### Nebengebäude 1
Das Nebengebäude (Plattenbau) hinter der Schule wurde zu DDR-Zeiten als Grundschule gebaut. Nach der deutschen Wiedervereinigung und der Anpassung des Schulsystems gehörte es zum Rosa-Luxemburg-Gymnasium. Um es vom Hauptgebäude zu erreichen, mussten die Schüler die Borkumstraße überqueren. Die Räume dienten als Unterrichtsräume für den Sprachbereich der Sekundarstufe II und als Musik- und Kunsträume. Des Weiteren beherbergte es bis zur Fertigstellung der neuen Mensa den Speisesaal der Schule sowie einige Räume für die Jazzbands, Schülerbands und der AG Studiotechnik. Mangelnde Isolierung des Plattenbaus sorgte für klimatische Probleme, sommers wie winters. Der Bezirk Pankow konnte kein Geld für die dringend notwendige Sanierung zur Verfügung stellen. Nach einigen Schönheitsreparaturen, wie dem Schließen von Löchern in den Böden und der Abnahme herausbröckelnder Wand- und Deckenverkleidungen, mussten 2012 die oberen beiden Etagen des Gebäudes gesperrt werden. Zum Schuljahr 2013/2014 wurde der Unterricht wegen Einsturzgefahr des Gebäudes eingestellt; im Jahr 2015 wurde dieses Nebengebäude komplett abgerissen.

### D-Gebäude
Das D-Gebäude ist der Nachfolger des C-Gebäudes, einem Containerbau, welcher nun zur Wolkenstein Grundschule gehört. Das D-Gebäude, selbst ist ein Modularbau wie man ihn an neugebauten Berliner Schulgebäuden häufig antrifft, wurde zu Beginn des Schuljahres 16/17 eröffnet, der dazugehörige Schulhof Mitte 2017. Es lässt sich nur über die Borkumstraße erreichen, wozu die Schüler das Schulgelände kurzfristig verlassen müssen.

## Besonderheiten

### Begabtenförderung
Das RLG ist eins von sieben Berliner Gymnasien die eine breitgefächerte, allgemeine Begabtenförderung anbieten, bei der sich Schüler nicht im Vorhinein auf ein Fach bzw. Fachgebiet festlegen müssen. Teil dieser Begabtenförderung sind das Schnelllerner-System (siehe Bildungswege), das breite Angebot an musikalischen Ensembles und die von Lehrern betreute Teilnahme an Wettbewerben wie Jugend debattiert und Jugend forscht.

### Stundensystem und Lernmittel
Als einzige Berliner Schule hat das Gymnasium seit dem Schuljahr 2006/2007 ein neues Stundensystem eingeführt.
Seit 2003 in Berlin die Lehrmittelfreiheit abgeschafft wurde, müssen die Schüler ihre Bücher selbst erwerben. Die Schulleitung des RLG nutzt jedoch die kostengünstigere Lösung für alle Schüler: den Lehrmittelfonds, den es mittlerweile an vielen Schulen gibt. Demnach zahlt jeder Schüler einen bestimmten Betrag (60 €) pro Schuljahr in den Lehrmittelfonds. Dafür können die Schulbücher wie vorher benutzt werden. Das heißt, die Schule verleiht weiterhin ihre Schulbücher an die Schüler, ohne dass sie diese kaufen müssen. Vorteile sind, dass alles fast wie vorher bleibt, die Schule ihren Bücherbestand nicht nur abstellen und verstauben lassen muss und vor allem können viel mehr neue Bücher und CD-ROMs für die Schüler gekauft werden, was sich positiv für die Schüler auswirkt.

## Schüler
An dem Rosa-Luxemburg-Gymnasium lernen zurzeit etwa 1100 Schüler. Sie kommen nicht nur aus Alt-Pankow, sondern auch aus anderen Teilen Berlins sowie aus dem näheren Umland (Panketal, Bernau). Der erweiterte Einzugsbereich liegt an den Besonderheiten der Schule, vor allem den Super-Schnellläuferklassen, weswegen das Rosa-Luxemburg-Gymnasium sehr beliebt ist und einen guten Ruf in ganz Berlin genießt.

## Bildungswege
Das Rosa-Luxemburg-Gymnasium bietet zwei Wege zum Abitur an:

### Ab der 5. Klasse
Das RLG bietet ab der 5. Klasse Schnelllernerklassen an, bei denen der vorgesehene Unterrichtsstoff bis zur 8. Klasse in kürzerer Zeit behandelt und der dadurch entstehende Platz für spezielle Enrichment-Kurse, die die Schüler selbst auswählen können, genutzt wird. Vor dem Jahrgang 2010/2011 wurde die entstandene Zeit nicht mit weiteren Kursen gefüllt, sondern die Schüler haben die 8. Klasse übersprungen. Dieses System hieß Superschnellläuferklassen und ermöglichte den Teilnehmern das Erreichen der Allgemeinen Fachhochschulreife in 11 Jahren.

### Auswahlverfahren, Sprachunterricht
Das Auswahlverfahren, in dem aus den 200 Bewerbern für 60 Plätze die am besten geeigneten Schüler herausgefunden wurden, war an der Oberschule dreistufig. Zuerst bewarben sich Interessenten oder deren Eltern mit dem Grundschulzeugnis vom ersten Halbjahr der 4. Klasse und einer Gymnasialempfehlung. Danach wurde die Bewerberin / der Bewerber, falls Grundschulzeugnis sowie Empfehlung nicht gänzlich gegen eine Aufnahme am Gymnasium ab der 5. Klasse sprachen, zu einem zentralen (IQ-)Test eingeladen. Die besten 80 Schüler im Test wurden in zwei Gruppen zu je 40 zum Aufnahmegespräch eingeladen, 60 kamen in die engere Auswahl. Das Aufnahmegespräch erfolgte in Gruppen zu jeweils 5–6 Schülern. Anwesend waren der Schulleiter und die zukünftigen Klassenlehrer. In diesem Gespräch wurde die Teamfähigkeit und Leistungsbereitschaft der Schüler beobachtet und in kleinen Aufgaben getestet. Wurde das Aufnahmegespräch mit Erfolg bestanden, kam die schriftliche Bestätigung, dass die Bewerberin / der Bewerber ab dem nächsten Schuljahr in das Rosa-Luxemburg-Gymnasium eintreten konnte.
Prinzipiell findet nach diesem Procedere auch weiterhin die Auswahl der Schüler statt.
Der Bildungsweg verläuft zweizügig, eine Klasse hat als erste Fremdsprache Englisch und als zweite Fremdsprache Latein; die zweite Klasse erlernt zuerst Englisch und als zweite Fremdsprache Spanisch. Der Bildungsweg ab der 7. Klasse verläuft ganz normal nach neuem Berliner Standard mit 12 Schuljahren. Es wird eine Klasse mit 32 Schülern eingerichtet, wovon jeweils die Hälfte Spanisch und Latein als zweite Fremdsprache ab der 7. Klasse belegt.

## Fächer

### Übersicht
Neben den üblichen Fächern Deutsch, Englisch, Mathematik, Physik, Chemie, Biologie, Erdkunde, Geschichte/Sozialkunde (in SEK I), Politikwissenschaften (ab SEK II, früher Politische Weltkunde), Sport, Kunst und Musik, bietet das RLG weitere Fächer an:

### In Sekundarstufe I
Spanisch oder Latein (siehe oben), Französisch bzw. Russisch (in Wahlpflichtfächern, siehe unten)
- 5. bis 6. Klasse: Lebenskunde oder Religion als Pflicht – als Schulversuch an dem Rosa-Luxemburg-Gymnasium
- Ab der 7. Klasse: Ethik ist Pflicht, Religion freiwillig – nach der Bildungsreform in Berlin
- Ab der 9. Klasse: Ethik wird durch Philosophie ersetzt und wöchentlich mit 60 bzw. 120 Minuten unterrichtet. – als Schulversuch an dem Rosa-Luxemburg-Gymnasium. Außerdem ist es nun schon möglich das Fach DS zu belegen, welches, wie auch in der Sek II, benotet wird.

### In Sekundarstufe II
Religion (freiwillig), Spanisch, Latein, Russisch, Französisch, Philosophie, Psychologie, Geschichte-Zusatzkurs, Darstellendes Spiel, Englisch-Zusatzkurs (zur Vorbereitung auf das C1-Cambridge-Sprachzertifikat), Musik-Zusatzkurs (für Mitglieder von gr. Chor, Orchester, Jazzband und Bigband), Informatik, Deutsch-Zusatzkurs Wissenschaftliches Arbeiten, Physik-Zusatzkurs, Sport-Theorie

### Abitur
Das Abitur besteht grundsätzlich aus verschiedenen Noten der vier Semester (Halbjahre) der Abiturphase in Klasse 12 und 13, bzw. 11 und 12 nach der Bildungsreform, und natürlich den Prüfungen. Der Schüler muss zwei Leistungskurse wählen, in denen jeweils drei Wochenstunden à 75 Minuten zu absolvieren sind. Außerdem sind 25 Grundkurse auf die vier Semester verteilt zu wählen, in denen pro Woche 2 Stunden à 75 und 60 Minuten Unterricht stattfinden. Nicht als Prüfungsfach gewählt dürfen die in Klasse 11, 12 oder 13 abgewählten Fächer. Ansonsten verläuft das Abitur nach Berliner Standard. Bei den Leistungskursen gibt es am Rosa-Luxemburg-Gymnasium kleine Einschränkungen: Erdkunde, Psychologie, Informatik und Sport können nicht als Leistungskurs belegt werden. Allerdings finden sich hier auch kleine Besonderheiten: Russisch, Latein, Philosophie und Musik als Leistungskurse sind in Berlin unüblich, werden jedoch am RLG angeboten.
Am Abend nach der Zeugnisvergabe findet traditionell der Abitur-Ball statt, wo noch einmal alle Abiturienten mit ihren Eltern und den Lehrer gemeinsam den Abschied vom Schulleben feiern.

## Veranstaltungen

### Frühlings-, Sommer- und Weihnachtsfeste
Jedes Jahr finden im Frühjahr zwei und zur Vorweihnachtszeit drei Konzerte der beiden Chöre und des Orchesters des Rosa-Luxemburg-Gymnasiums statt. Als Veranstaltungsorte dienten die Aula oder die weiter oben benannten Ausweichquartiere wie die französische Friedrichstadt-Kirche am Französischen Dom, die Hoffnungskirche in der Elsa-Brändström-Straße oder dem Jüdischen Waisenhaus Pankow. Diese Konzerte sind regelmäßig ausverkauft, die Karten in nur wenigen Minuten vergriffen. Zuhörer sind meist Eltern und Schüler der Schule, Lehrer, Privatpersonen und ehemalige Schüler der Schule.
Zum Abschluss der Weihnachtskonzerte findet ein Weihnachtsmarkt statt.

### CD-Produktionen

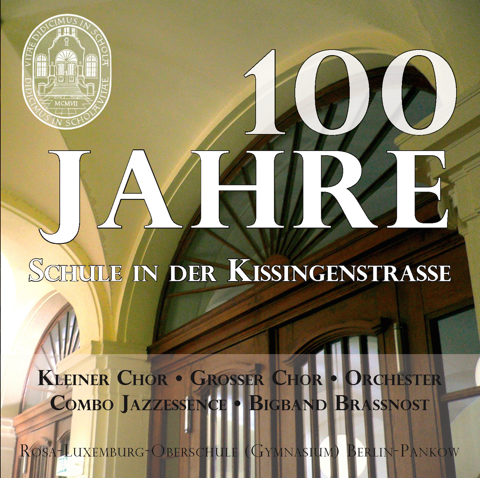
Cover der Jubiläums-CD

Mittlerweile gibt es eine Reihe von CD-Produktionen von Chören und Orchester des RLG. Die erste CD gab es 1997 zum 90. Geburtstag der Schule, auf der neben kleinem Chor, großem Chor und Orchester auch einige Schülerbands Titel einspielen konnten. Die nächste Produktion erschien im Jahr 2000, ebenfalls von Chören und Orchestern.
Für 2007, dem 100-jährigen Schuljubiläum gab es, wie im Bild zu sehen, wieder eine CD mit Aufnahmen und Mitschnitten von Chören, Orchestern sowie Jazzcombo und Bigband.

### Ehrenpreis
Jedes Jahr werden am 5. März, dem Geburtstag der Namensträgerin Rosa Luxemburg, die Ehrenpreise des Rosa-Luxemburg-Gymnasiums vergeben. Mit diesen Preisen in verschiedenen, wechselnden, Kategorien, werden Schüler, Arbeitsgemeinschaften oder andere Schülergruppen für besondere Verdienste für die Schule geehrt. Die Preise werden von Mitgliedern des Berliner Abgeordnetenhauses und Privatpersonen gesponsert. Die feierliche Veranstaltung, welche von Musik von Schülern begleitet wird, findet eigentlich in der Aula statt. Mit der Sperrung dieser wurde diese Veranstaltung in den Betsaal des Jüdischen Waisenhauses Pankow verlegt. Da dort allerdings nur wenige Personen hineinpassen, findet für die Schüler der Schule, die dort nicht hingehen können, ein Konzert von Schülerbands statt.
Seit 2008 findet die Ehrenpreisvergabe wie früher in der Aula statt.

### Auschwitz-Gedenkstättenfahrt
Für Schüler der 11. Klasse findet jedes Jahr im November die Gedenkstättenfahrt nach Krakau und Auschwitz statt. Zusammen mit Schülern des Friedrich-Engels-Gymnasiums werden die ehemaligen Konzentrationslager Auschwitz und Birkenau besucht und es wird sich intensiv mit der Geschichte beschäftigt. Für Schüler und Lehrer ist diese Fahrt sehr anregend und bietet die Möglichkeit, sich selbst ein Bild der deutschen Geschichte zu machen.

## Arbeitsgemeinschaften

### Überblick
Das Rosa-Luxemburg-Gymnasium bietet für die Nachmittage Arbeitsgemeinschaften in vielen Richtungen an, wie zum Beispiel Jugend Forscht, Orchester, zwei Chöre, Studiotechnik, Basketball, Volleyball, Jazz Bands, Grindcore-Werkstatt, Schließfach AG und viele Weitere. Das gesellschaftliche, naturwissenschaftliche oder kulturelle Engagement wird immer wieder mit Ehrenpreisen der Rosa-Luxemburg-Gymnasium ausgezeichnet.

### Chöre, Sinfonieorchester und Jazzbands
Das RLG bietet den Schülern eine große Auswahl an Möglichkeiten, sich auf dem Gebiet der Musik auszuprobieren. Dazu gibt es zwei Chöre, ein Sinfonieorchester, ein Nachwuchsorchester sowie eine Jazz-Big-Band. Daneben können Schüler auch an der AG Studiotechnik und/oder Aulatechnik teilnehmen, die sich um Aufnahmen der Bands und der Musikveranstaltungen und die Beleuchtungen kümmert.
Schüler, die ein Orchesterinstrument spielen, können in einem der Schulorchester spielen. Das Orchester ist offen für Schüler aller Jahrgänge und fast aller Instrumente. So gibt es neben den „normalen“ Instrumenten (Streicher, Holz- und Blechbläser) auch Bedarf an Perkussion, Drumset, Klavier und E-Bass. Das Repertoire des Orchesters setzt sich zusammen aus Filmmusik, Klassik, Romantik und Pop- und Jazzarrangements.
Für Interessierte am Spiel mit Musikinstrumenten, die damit jedoch noch nicht begonnen haben, besteht die Möglichkeit, mittels Gruppen- oder Einzelunterricht, kostengünstig, ohne Warteliste und zeitnah nach Unterrichtsende bei professionellen Instrumentalpädagogen zu erlernen, um später ins Orchester oder in die Big Band einzusteigen.
Für die jüngeren Sänger (Klasse 5–8) gibt es den Mittelstufenchor (kleiner Chor). Dort werden die ersten Stücke geprobt und an den Weihnachts- und Frühlingskonzerten aufgeführt. Für die älteren Schüler (Klasse 9–12) gibt es den vierstimmigen Oberstufenchor (großer Chor).
Im Schuljahr 2006/2007 hat sich am RLG die Big-Band Brassnos gegründet. Sie tritt auch außerhalb der Schulkonzerte, unter anderem in der Kunstfabrik Schlot, auf. Mitglieder der Big-Band sind nicht nur Schüler des RLG, sondern auch Schüler anderer Berliner Gymnasien.
Die AG Studiotechnik gründete sich im Schuljahr 2004/05 neu. Sie wird zusammen mit der AG-Aulatechnik von einem Toningenieur geleitet. Die AG Studiotechnik konzentriert sich auf Aufnahmen der Konzerte und dem Aufbau eines Studios an sich. Außerdem begleitet sie die Ensembles ton- und lichttechnisch.
Besondere musikalische Events sind auch die jährlichen Aufführungen des Musik-Ergänzungskurses, dessen Mitglieder sich aus allen Ensembleteilnehmern der Oberstufe speisen.

### Schülerzeitung
Die seit einigen Jahren existierende Schülerzeitung Schlagader wird als Arbeitsgemeinschaft geführt und bringt maximal alle drei Monate eine Print-Ausgabe heraus. Darin befinden sich Neuigkeiten der Schule, Artikel über Ereignisse und ausgefallene Lehrerzitate.
Seit Beginn 2011 hat das Rosa-Luxemburg-Gymnasium neben der Schlagader auch die Digitale Schülerzeitung Kissingenstraße 12. Wöchentlich werden mindestens drei Artikel aus den verschiedensten Themengebieten veröffentlicht. Zum Redaktionsteam gehören Schüler aller Klassenstufen.

## Schülervertretung
Die Gesamtschülervertretung (GSV) des RLG konstituiert sich ca. einmal im Monat, um aktuelle Dinge zu besprechen und beschließen. Sie war an den Planungen der Schülerpartys (insbesondere der Oberstufenparty) im Rahmen des Schuljubiläums beteiligt. Die GSV hat sich seit ihrer Fahrt um Dezember 2007 neu organisiert. In verschiedenen Arbeitsgruppen werden spezifische Projekte angegangen.
Die GSV beschäftigt sich unter anderem mit einem Online-Vertretungsplan, dem Schulball mit dem Carl-von-Ossietzky-Gymnasium zusammen, der Verschönerung des Schulhofs, einer Projektwoche und vielen weiteren interessanten Projekten. Außerdem hat sie eine Webseite, auf der über die Arbeit informiert wird, schülerrelevante Dokumente und Sitzungsprotokolle heruntergeladen werden können, die Mitglieder gezielt angeschrieben können und Veranstaltungshinweise stehen.
Weiterhin ist die Gesamtschülervertretung politisch aktiv, arbeitet viel mit der Organisation „mehr als lernen“ zusammen, und hat sich darauf konzentriert die Schülermeinungen so gut wie möglich zu vertreten. Die GSV ist nun ein aktives Schulpolitisches Organ und hat sich als Ziel gesetzt, transparenteren Umgang zwischen Schule und Schülern zu schaffen.

## King-Code-Projekt
In Zusammenarbeit mit der Ernst-Reuter-Sekundarschule haben Schüler des RLG die Spuren des Besuches Martin Luther Kings in Berlin erforscht und unter dem Namen King-Code dargestellt. King besuchte Berlin im September 1964. Das Projekt hatte Peter Kloeppel und Wolfgang Thierse als Schirmherren. Bundespräsident Joachim Gauck bezeichnete die Schüleraktivitäten als „gute Initiative, die Wirkung und Bedeutung der Menschenrechte anschaulich und nachhaltig zu vermitteln“.

## Partnerschulen
Die Rosa-Luxemburg-Gymnasium pflegt Kontakte zu mehreren Partnerschulen in Kołobrzeg (Polen), Portugal, Mexiko, Frankreich, Schweden und Spanien.

## Schulinspektion
Die Senatsverwaltung für Bildung, Jugend und Sport führt seit dem Schuljahr 2005/2006 Schulinspektionen durch. Die ersten Schulen wurden gelost oder haben sich freiwillig gemeldet, alle anderen sollen in den kommenden Jahren inspiziert werden. Das Rosa-Luxemburg-Gymnasium (damals Rosa-Luxemburg-Oberschule) wurde 2006 mehrmals von den Inspektoren besucht und nach Interviews mit dem Schulleiter, Lehrern, Eltern und Schülern, Unterrichtsbesuchen und anderen Überprüfungen wurde die Schule beurteilt. Diese fiel für die RLG durchweg sehr positiv aus, vor allem, was die Unterrichtsqualität angeht. Kritisiert wurde dagegen, dass neue Medien (wie das Nutzen von Laptop und DVDs), obwohl vorhanden, nicht so häufig verwendet werden, wie sie verwendet werden könnten.

## Prominente ehemalige Schüler (Auswahl)
| - Erich Stach (1896–1990), Geologe - Wilhelm Hollstein (1898–1973), Bodenkundler - Beate Ulbricht (1944–1991), Adoptivtochter von Walter Ulbricht - Bettina Wegner (* 1947), Liedermacherin, Lyrikerin - Nora Tschirner (* 1981), Schauspielerin - Robert Gwisdek (* 1984), Schauspieler | - Rainer Kempe (* 1989), Pokerspieler - Marija Mauer (* 1991), Schauspielerin - Elisa Schlott (* 1994), Schauspielerin - Johanna Ingelfinger (* 1994), Schauspielerin - Julius Nitschkoff (* 1995), Schauspieler - Paula Kroh (* 1995), Schauspielerin - Moritz Wagner (* 1997), Basketballspieler - Frida Stittrich (* 2003), Schauspielerin |

## Prominente ehemalige Lehrer (Auswahl)
Herbert Meschkowski (* 1909 – † 1990), Mathematiker